# Štarancan
Štarancan (italijansko Staranzano, bizjaško in furlansko Staranzan) je naselje in občina z več kot 7.000 prebivalci v italijanski deželi Furlanija - Julijska krajina.

## Demografija

### Priseljenci
Podatki ISTAT 31. decembra 2015 kažejo, da v Štarancanu je živelo 345 tujcev:
- Romunija 71 (0,99 %)
- Albanija 39 (0,54 %)
- Hrvaška 37 (0,52 %)
- Severna Makedonija 30 (0,42 %)
- Bosna in Hercegovina 25 (0,35 %)

## Pobratene občine
- Renče, od leta 1977